# Alstom Marine
Alstom Marine est le nom porté par la filiale marine du groupe industriel Alstom jusqu'à sa vente en 2006 au groupe norvégien Aker Yards.
Après le rachat en 2008 d'Aker Yards par le coréen STX, devenant alors STX Europe, puis la reprise de STX France, devenant alors les Chantiers de l'Atlantique, par l'État français et Naval Group en 2018, puis enfin de STX Lorient par le breton Kership, les anciens actifs d'Alstom Marine sont de nouveau français,.

## Histoire
En octobre 1976, Alstom (alors orthographié Alsthom) fusionne avec les chantiers de l'Atlantique, grand chantier naval situé à Saint-Nazaire et devient Alsthom-Atlantique.
En janvier 2006, Alstom Marine qui regroupe alors les chantiers de l'Atlantique et le chantier Leroux et Lotz à Lorient est vendue au groupe norvégien Aker et prend le nom de Aker Yards France.